# Leonardianie
Leonardianie (wł. leonardeschi) – grupa artystów, którzy tworzyli pod wpływem twórczości włoskiego artysty renesansowego Leonarda da Vinci. Choć nie byli uczniami Leonarda, przyjęli jego styl artystyczny.
Kenneth Clark określił ich: uśmiechem bez kota z Cheshire. Zaś Giovanni Paolo Lomazzo, pisząc o Leonardzie, przytoczył jego słowa o nich: W koncepcji i zamyśle tematów religijnych osiągnąłem taką doskonałość, iż wielu próbowało wziąć ducha postaci, które narysowałem.
Leonardianami byli:
- Salai
- Giovanni Antonio Boltraffio
- Marco d’Oggiono
- Bernardino de’ Conti
- Giampietrino
- Francesco Melzi
- Cesare da Sesto
- Bernardino Lanino
- Giovanni Francesco Rustici
- Cesare Magni
- Joos van Cleve
- Francesco Napoletano
- Quentin Massys
- Bernardino Luini
- Andrea Solario
- Giovanni Antonio Bazzi (Il Sodoma)
- Fernando Yanez de la Almedina
- Hernando de los Llanos